# Phương tiện dưới nước không người lái
Phương tiện dưới nước không người lái (tiếng Anh: unmanned underwater vehicles - UUV hoặc underwater drones), đôi khi được gọi là phương tiện lặn không người lái, là những phương tiện lặn có thể hoạt động dưới nước mà không cần người ngồi bên trong điều khiển trực tiếp. Các phương tiện này có thể được chia thành hai loại: phương tiện dưới nước điều khiển từ xa (ROUV) và phương tiện tự hành dưới nước (AUV). ROUV được điều khiển từ xa bởi một người vận hành, còn AUV được tự động hóa và hoạt động độc lập với đầu vào trực tiếp của con người.

## Phân loại

### Phương tiện dưới nước điều khiển từ xa
Phương tiện dưới nước điều khiển từ xa (ROUV) là một phân lớp của UUV với mục đích chính là thay thế con người cho các nhiệm vụ dưới nước do điều kiện dưới nước khó khăn. ROUV được thiết kế để thực hiện các nhiệm vụ giáo dục hoặc công nghiệp. Chúng được điều khiển thủ công bởi một người vận hành để thực hiện các nhiệm vụ bao gồm giám sát và tuần tra. Cấu trúc của ROUV khiến nó không đủ tiêu chuẩn để có thể hoạt động độc lập. Ngoài máy ảnh, bộ truyền động và cảm biến, ROUV thường bao gồm một "bộ kẹp" hoặc thứ gì đó để nắm bắt các vật thể. Điều này có thể làm giảm sự phân bổ trọng lượng của phương tiện, đòi hỏi sự hỗ trợ thủ công mọi lúc. Đôi khi ROUV yêu cầu sự hỗ trợ bổ sung do tầm quan trọng của nhiệm vụ đang được thực hiện. Hải quân Hoa Kỳ đã phát triển hệ thống nén lặn cứu hộ tàu ngầm (SRDRS) có thể cứu tới 16 người ở độ sâu lên đến 2000 feet dưới nước cùng một lúc. Một phương tiện lớn như vậy với vai trò chính là cứu hộ đòi hỏi những người điều khiển phải có mặt trong nhiệm vụ của mình.

### Phương tiện tự hành dưới nước
Phương tiện tự hành dưới nước (AUV) là phương tiện có thể hoạt động dưới nước mà không cần người điều khiển. Kích thước của chúng có thể dao động từ vài kg đến hàng nghìn kg. AUV đầu tiên được tạo ra vào năm 1957 với mục đích thực hiện nghiên cứu ở vùng biển Bắc Cực cho Phòng thí nghiệm ứng dụng pH tại Đại học Washington. Đến đầu thập niên 2000, 10 AUV khác nhau đã được phát triển như AUV điều khiển bằng vít, tàu lượn dưới nước và AUV Bionic. Các phiên bản đầu tiên sử dụng động cơ đẩy cánh quạt trục vít trong khi các phiên bản gần đây sử dụng điều khiển độ nổi tự động. Mô hình AUV sớm nhất, SPURV, nặng 484 kg, lặn sâu tới 3650 mét và có thể di chuyển trong 5,5 giờ. Một trong những mẫu gần đây nhất, Deepglider, nặng 62 kg, có thể lặn sâu tới 6000 mét và di chuyển tới 8500 km.

## Ứng dụng

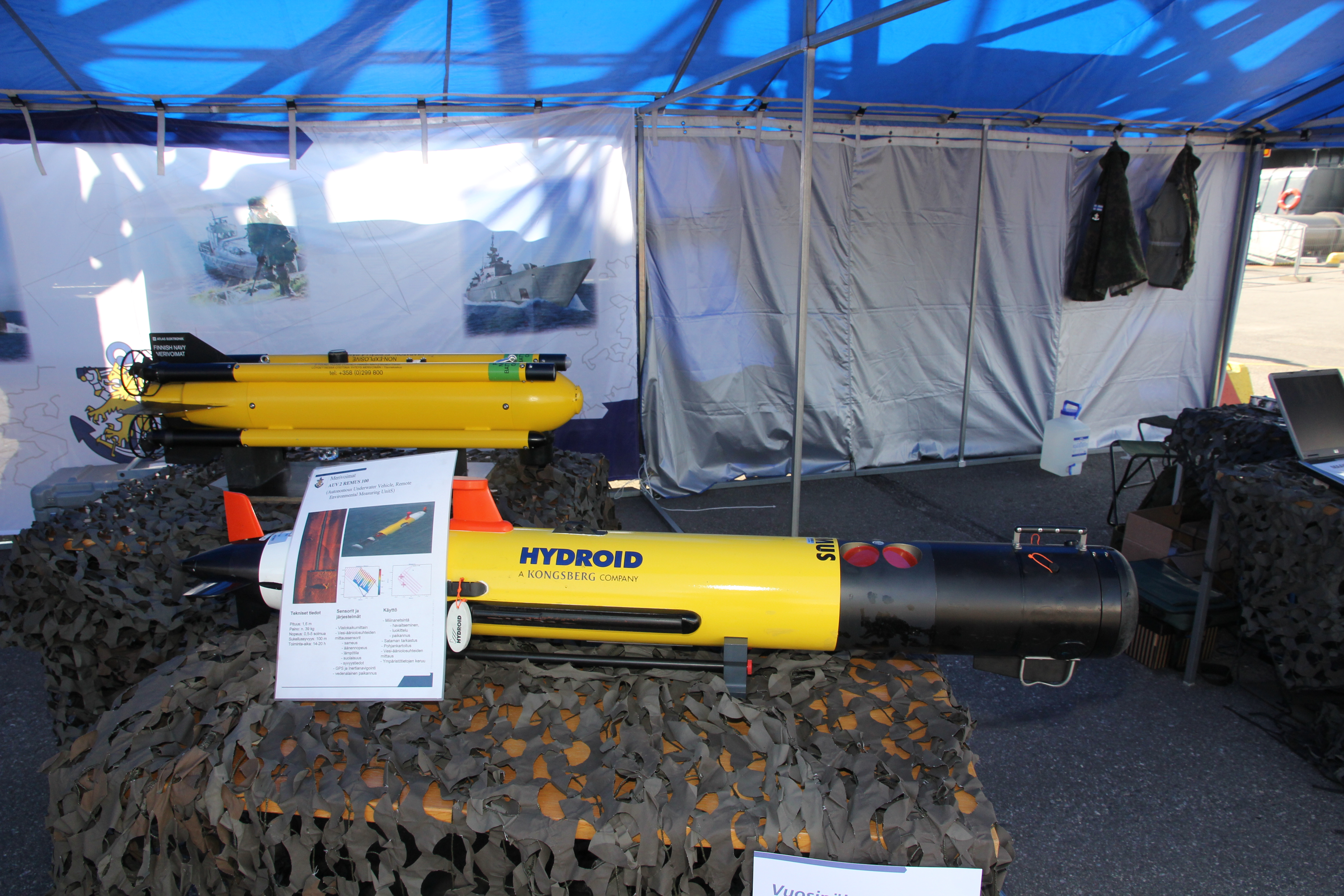
AUV REMUS (phía trước) và Seafox (phía sau)

Hải quân của nhiều nước như Hoa Kỳ, Anh, Pháp và Nga, hiện đang tạo ra các phương tiện không người lái được sử dụng trong chiến tranh đại dương để phát hiện và làm vô hiệu mìn dưới nước. Ví dụ, REMUS là một robot dài ba foot được sử dụng để dọn mìn trong diện một dặm vuông trong vòng 16 giờ . Nó rất hiệu quả, thay thế cho nhóm thợ lặn cần đến 21 ngày để thực hiện nhiệm vụ tương tự. Ngoài các UUV với mục đích dọn mìn, thì các tàu ngầm tự hành bắt đầu được tạo mẫu từ năm 2008 . Các tàu ngầm chiến đấu tự hành cũng phải đối mặt với nhiều vấn đề đạo đức giống như các vũ khí không người lái khác . Các ứng dụng dân sự bao gồm sử dụng để kiểm tra thân tàu như thiết bị Bluefin ,kiểm tra xác tàu đắm(Blueye Pioneer), khử ô nhiễm lò phản ứng hạt nhân, trong thăm dò và khoan khai thác khoáng sản ở biển và hồ. Các ứng dụng thiết bị lặn ngày một tăng theo sự tiến bộ của khoa học điều khiển .
Theo sự phát triển khoa học ngày nay hệ thống vũ khí điện tử đã trở nên tinh vi và đủ sức thực hiện các nhiều nhiệm vụ với vai trò đa dạng, các thiết bị không người lái dưới nước trở thành một phần quan trọng trong cộng đồng quân sự. Những thiết bị hoạt động dưới nước không người lái này không cần người phải điều khiên bên trong như các tàu ngầm nên có tiềm năng hạn chế thương vong trong chiến đấu một cách đáng kể. Một lợi thế khác là các tàu lặn không người lái có khả năng hoạt động lâu hơn đấng kể so với các tàu ngầm truyền thống vì không cần oxy, nước hay thức ăn. Trong chiến tranh hải quân, việc tiếp cận bờ với các tàu chiến lớn là rất khó khăn dẫn đến các thiết bị lặn không người lái trở thành phương tiện duy nhất đủ khả năng tiếp cận các bờ biển và thực hiện nhiều nhiệm vụ nhờ sợ linh hoạt này.
Quân đội Hoa Kỳ đã tập trung phát triển các thiết bị lặn không người lái với tính chuyên môn hóa quân sự rất cao nhằm phục vụ cho các mục đích tình báo, xử lý mìn,trinh sát và chiến tranh tàu ngầm .
UUV thường được sử dụng trong nghiên cứu đại dương, cho các mục đích như đo dòng hải lưu và nhiệt độ, lập bản đồ đáy đại dương và phát hiện các miệng phun thủy nhiệt. Phương tiện không người lái dưới nước sử dụng bản đồ đáy biển, đo độ sâu, máy ảnh kỹ thuật số, cảm biến từ tính và hình ảnh siêu âm. Viện Hải dương học Hole Woods sử dụng một phương tiện gọi là Sentry, được thiết kế để lập bản đồ đáy đại dương ở độ sâu sáu nghìn mét. Chiếc xe được định hình để giảm thiểu khả năng chống nước trong quá trình lặn và sử dụng hệ thống liên lạc âm thanh để báo cáo tình trạng xe khi vận hành. Phương tiện không người lái dưới nước có khả năng ghi lại các điều kiện và địa hình bên dưới băng trên mặt biển, vì rủi ro khi một phương tiện không người lái vào các tầng băng không ổn định thấp hơn nhiều so với một phương tiện có người lái. Các thiết bị không người lái loại tàu lượn thường được sử dụng để đo nhiệt độ đại dương và cường độ áp suất ở các độ sâu khác nhau. Tính đơn giản và chi phí vận hành thấp của chúng cho phép nhiều UUV được triển khai với tần suất lớn hơn, tăng độ chính xác và chi tiết của báo cáo thời tiết đại dương. Nhiều UUV được thiết kế với mục đích thu thập các mẫu hoặc hình ảnh đáy biển thuộc loại được nối cáp, bị kéo bởi dây cáp của tàu dọc theo đáy biển hoặc phía trên mặt biển. Các thiết bị được nối cáp được chọn cho các nhiệm vụ có thể đòi hỏi lượng điện năng và lượng truyền dữ liệu lớn, chẳng hạn như thử nghiệm các mẫu và hình ảnh độ nét cao, vì cáp kéo của chúng đóng vai trò là phương thức giao tiếp giữa người điều khiển và thiết bị. Science Direct tuyên bố việc sử dụng phương tiện dưới nước không người lái đã tăng lên liên tục kể từ khi chúng được giới thiệu vào những năm 1960 và việc sử dụng chúng thường xuyên nhất được tìm thấy trong nghiên cứu khoa học và thu thập dữ liệu. Oceanservice mô tả phương tiện hoạt động từ xa (ROV) và thiết bị tự hành dưới nước (AUV) là hai biến thể của UUV, mỗi biến thể có thể hoàn thành các nhiệm vụ giống nhau miễn là chúng được thiết kế phù hợp.
OODA Technologies, một công ty thu thập và phân tích dữ liệu, rất quan tâm đến việc sử dụng các UUV dọc theo bờ biển của Canada. Theo OODA,  những thiết bị lặn không người lái này cung cấp vùng phủ sóng lớn hơn nhiều cho một khu vực với chi phí thấp hơn nhiều. Chất lượng dữ liệu được trả về bởi các phương tiện không người lái cũng được tuyên bố là cao hơn nhiều so với thiết bị có người lái truyền thống.

## Triển khai
Những ví dụ về các ứng dụng này đã diễn ra trong cuộc tập trận Công nghệ Hải quân Tiên tiến lần thứ tư, vào tháng 8 tại Trung tâm Chiến tranh Hải quân dưới biển Newport. Mẫu vật đầu tiên của phương tiện dưới nước không người lái đã được trưng bày bởi Northrop Grumman với phao sonar được thả từ một máy bay trinh sát hỏa hoạn của họ. Trong suốt cuộc thao diễn, công ty đã sử dụng: e Iver3-580 (Northrop Grumman AUV) để hiển thị khả năng quét mìn của họ, đồng thời hiển thị hệ thống nhận dạng tự động mục tiêu theo thời gian thực. Một công ty khác, Huntington Ingalls Industries, trình bày phiên bản của họ về một phương tiện dưới nước không người lái có tên Proteus. Proteus là một phương tiện dưới biển có hai chế độ hoạt động được phát triển bởi Huntington và Battelle, công ty trong buổi thuyết trình đã thể hiện khả năng phương tiện không người lái dưới nước của họ bằng cách thực hiện một cuộc biểu diễn tiêu diệt hoàn toàn mục tiêu trong chiến tranh dưới đáy biển. Trong cuộc biểu diễn, thiết bị đã sử dụng một sonar khẩu độ tổng hợp(SAS) được gắn vào cả mạn trái và mạn phải của tàu, cho phép phương tiện dưới nước không người lái xác định các mục tiêu được đặt dưới nước và cuối cùng tiêu diệt chúng. Ross Lindman (giám đốc hoạt động tại nhóm hỗ trợ đội tàu của giải pháp kỹ thuật công ty) tuyên bố rằng "Điều quan trọng của việc này là chúng tôi đã thực hiện toàn bộ chuỗi tiêu diệt". "Chúng tôi đã chạy một phiên bản rút gọn của một nhiệm vụ thực tế. Chúng tôi không nói, 'Chúng tôi sẽ thực hiện phần này và các bạn phải tưởng tượng điều này hoặc điều kia để làm phần còn lại.' Chúng tôi đã vận hành toàn bộ để minh họa một khả năng có thể được sử dụng trong thời gian sắp tới. " Phần trình diễn cuối cùng cho các phương tiện dưới nước không người lái được General Dynamics hiển thị, công ty đã giới thiệu UUV đa nền tảng đa miền của họ thông qua một công cụ lập kế hoạch chiến tranh mô phỏng. Thông qua việc sử dụng mô phỏng này, họ đã cho thấy một tàu chiến đấu Littoral cùng với hai phương tiện dưới nước không người lái. Mục tiêu của bài tập này là thể hiện tốc độ liên lạc giữa người vận hành và UUV. James Langevin, DR.I., thành viên cao cấp trong tiểu ban của Ủy ban Dịch vụ Vũ trang Hạ viện Hoa Kỳ về các mối đe dọa mới nổi, đã tuyên bố liên quan đến cuộc tập trận này "Điều này là tất cả những gì cần để chỉ huy chiến tranh có thể đưa ra quyết định dựa trên những gì anh ấy nghĩ là thông tin nhận được có độ tin cậy cao và nhanh hơn đối thủ của mình, " ông nói. "Đó là mục tiêu - chúng tôi muốn có thể để cho phép họ đưa ra các quyết định liên quan đến chiến tranh nhanh hơn bất kỳ ai khác ngoài đó." Những cuộc tập trận này đã được thực hiện để giới thiệu các ứng dụng của phương tiện dưới nước không người lái trong cộng đồng quân sự, cùng với những đổi mới mà mỗi công ty tạo ra để phù hợp hơn với các loại nhiệm vụ cụ thể này.

## Sự lo ngại
Một mối quan tâm lớn với các phương tiện dưới nước không người lái là thông tin liên lạc. Giao tiếp giữa người điều khiển và thiết bị là rất quan trọng, tuy nhiên, có nhiều yếu tố có thể cản trở kết nối giữa hai phía. Một trong những vấn đề chính liên quan đến sự biến dạng của truyền dưới nước, bởi vì nước có thể làm biến dạng truyền dưới nước và làm chậm chúng có thể là một vấn đề rất lớn trong một nhiệm vụ nhạy cảm về thời gian. Thông tin liên lạc thường bị xáo trộn do thực tế là các phương tiện dưới nước không người lái sử dụng sóng âm hơn là sóng điện từ thông thường. Việc truyền sóng âm thường bị chậm ở bất cứ đâu từ 1 tới 2 giây vì chúng di chuyển chậm hơn các loại sóng khác. Điều này chưa kể đến các điều kiện môi trường cũng có thể cản trở các thông tin liên lạc như phản xạ, khúc xạ và hấp thụ tín hiệu. Những hiệu ứng này trong nước phân tán tổng thể và làm giảm tín hiệu, làm cho hệ thống truyền thông này khá chậm trễ khi so sánh với các nguồn truyền thông khác.  Một hệ thống khác sử dụng sóng âm nằm trong sự điều hướng của những phương tiện không người lái này, điều hướng chính xác là điều bắt buộc để những phương tiện không người lái này hoàn thành nhiệm vụ. Một hệ thống định vị phổ biến trên các phương tiện dưới nước không người lái này là định vị âm thanh, cũng phải đối mặt với các vấn đề tương tự như giao tiếp âm thanh vì chúng sử dụng cùng một hệ thống. Hải quân Hoàng gia Hà Lan đã xuất bản một bài báo mô tả chi tiết những lo ngại của họ xung quanh các phương tiện hàng hải không người lái. Hải quân Hoàng gia Hà Lan rất quan tâm đến khả năng của UUV trong việc trốn tránh sự phát hiện và hoàn thành các nhiệm vụ không thể có trong các tàu có người lái. Khả năng thích ứng và tiện ích của phương tiện không người lái dưới nước có nghĩa là sẽ khó dự đoán và chống lại các hành động trong tương lai của chúng.  Trong những năm qua, các dự án như TWINBOT đang phát triển các phương thức liên lạc mới giữa một số GIRONA500 AUV

## Sự cố 2016
Vào ngày 16 tháng 12 năm 2016, một tàu chiến Trung Quốc đã bắt giữ một thiết bị không người lái dưới nước đang trong quá trình được thu hồi bởi tàu Hải quân Hoa Kỳ USNS Bowditch. Một ngày sau, Bộ Quốc phòng Trung Quốc cho biết sẽ trả lại máy bay không người lái cho Hoa Kỳ. Lầu Năm Góc xác nhận điều đó và cho biết máy bay không người lái, được sử dụng để thu thập dữ liệu thời tiết và nhiệt độ, không được trang bị vũ khí.  Máy bay không người lái đã được trả lại vài ngày sau đó.